# Šenov (przystanek kolejowy)
Šenov – przystanek kolejowy w Szonowie, w kraju morawsko-śląskim, w Czechach. Przystanek znajduje się na wysokości 235 m n.p.m. i leży na linii kolejowej nr 321.
Stacja powstała w 1911 roku na odcinku linii kolejowej z Kończyc do Suchej Średniej, w 1914 przedłużonej do Cieszyna. Po zajęciu przez Polskę Zaolzia, w latach 1938-1939 stacja była graniczną i prowadzono tu odprawę paszportową. Ze stacji 5 czerwca 1939 roku o godzinie 23.30 zbiegł do Polski zagrożony aresztowaniem przez gestapo przyszły generał i prezydent Czechosłowacji Ludvík Svoboda, o czym informuje tablica na budynku w pobliżu przystanku (od marca do września 1939 roku stacja byłą graniczną między III Rzeszą a Polską). Dawniej przystanek posiadał rangę stacji kolejowej, jednak w latach 60. XX wieku podczas przebudowy linii kolejowej 321 (Ostrawa – Czeski Cieszyn) została ona zamieniona na przystanek osobowy.

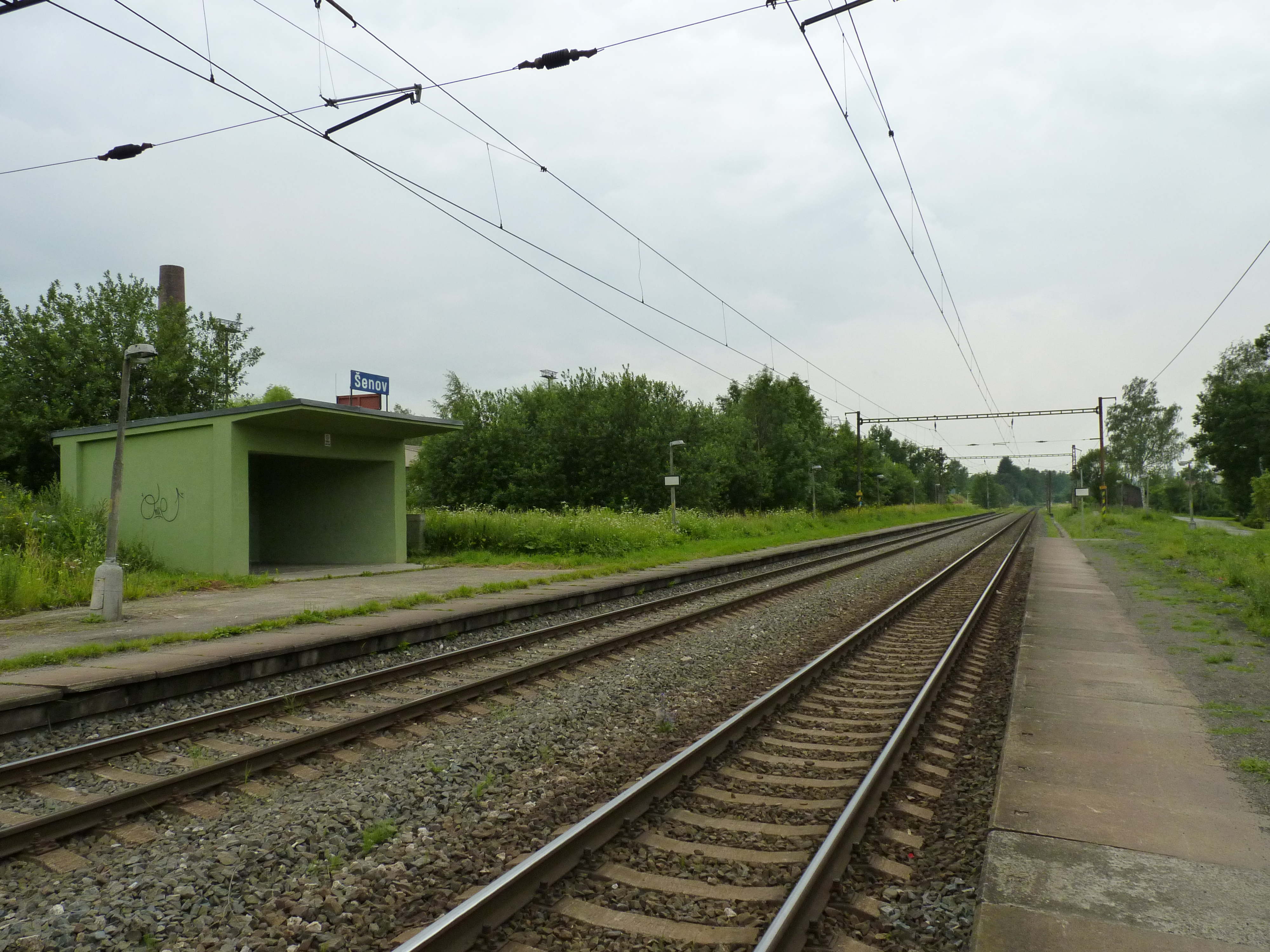
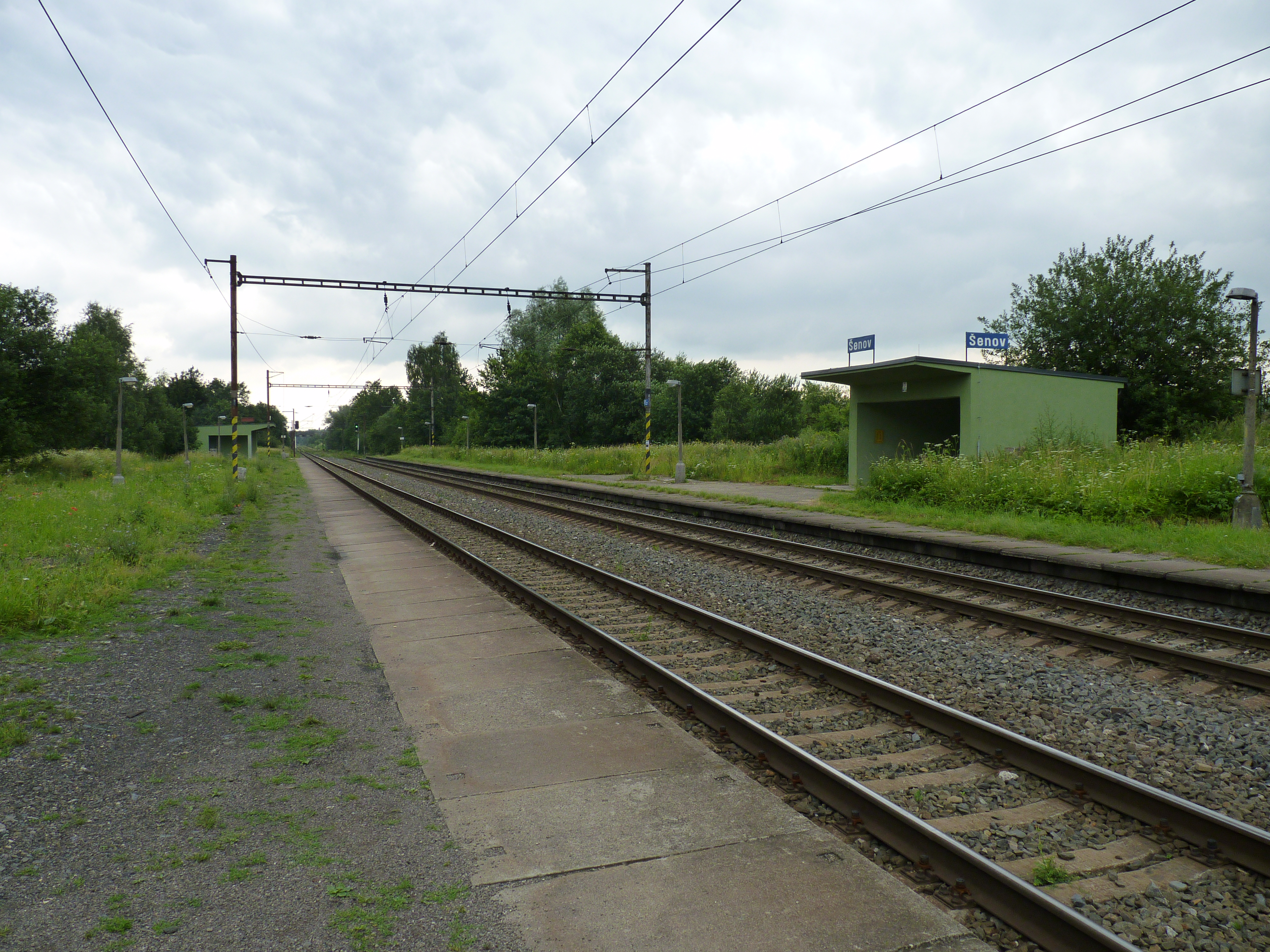
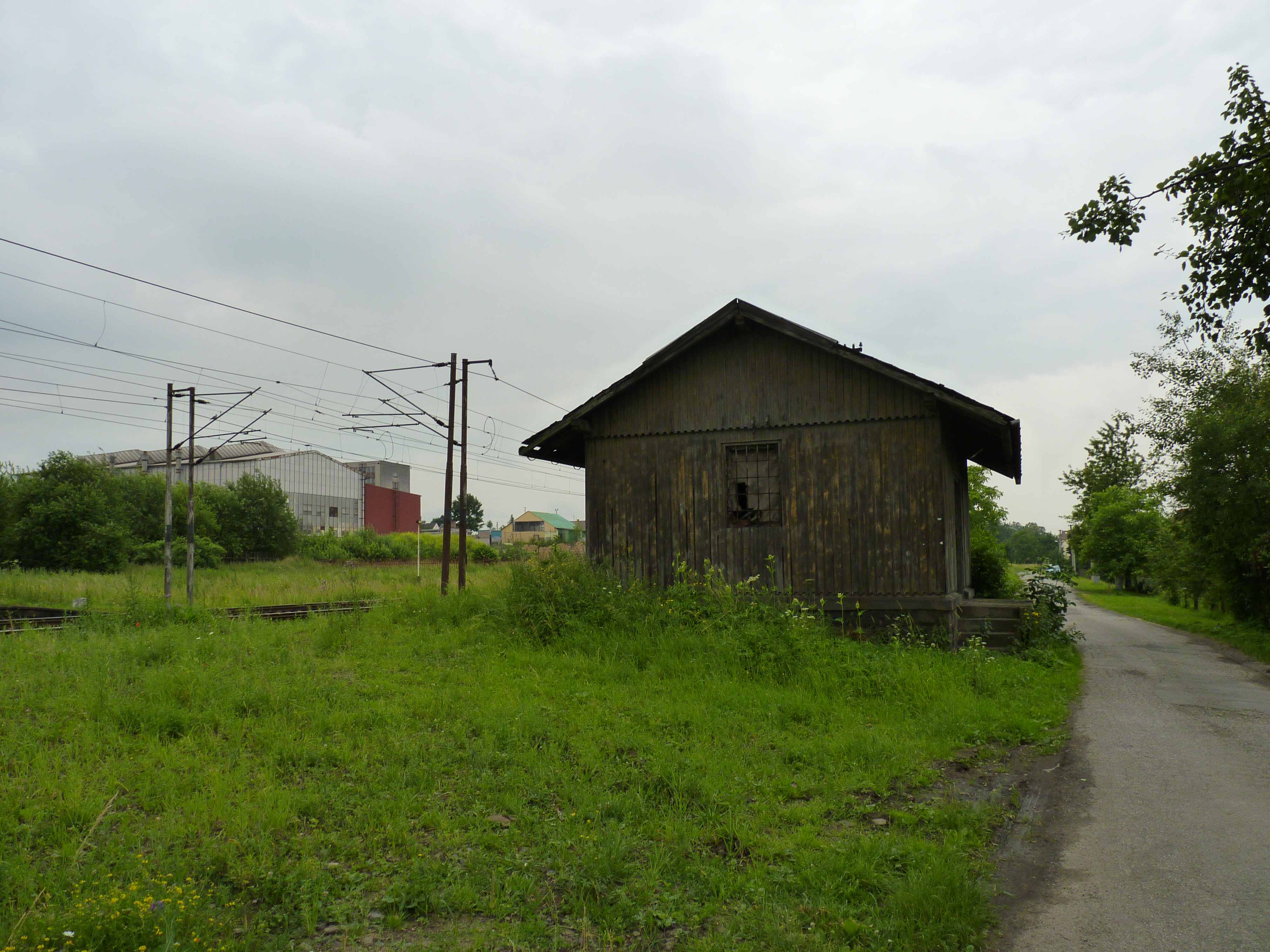
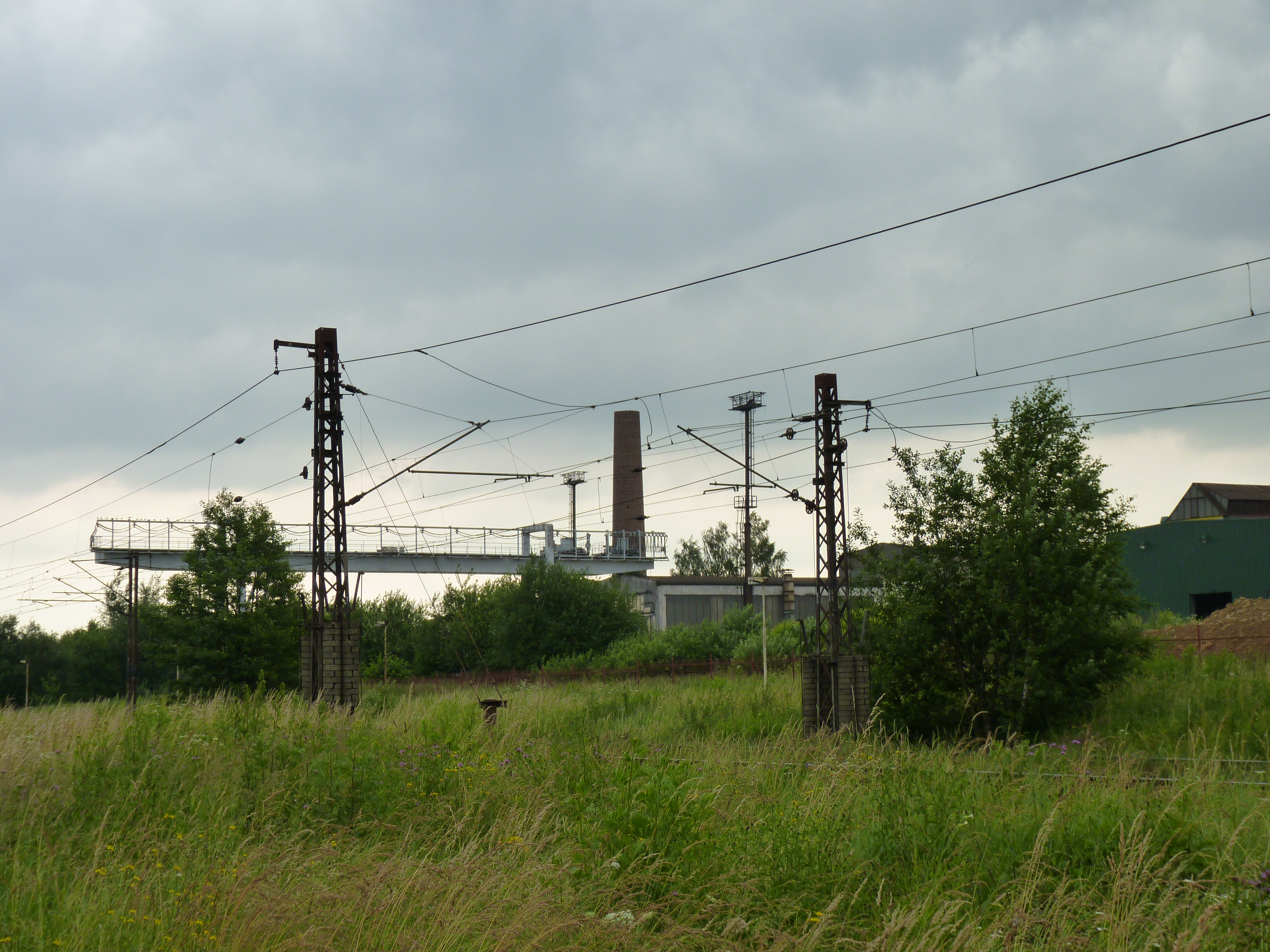